# Saas im Prättigau
Saas im Prättigau, kort Saas, är en ort och tidigare kommun i regionen Prättigau/Davos i den schweiziska kantonen Graubünden. Den ligger i översta delen av dalföret Prättigau och införlivades 2016 med den större grannkommunen Klosters-Serneus.